# Fatou Coly
Pour les articles homonymes, voir Coly.
Fatou Coly, née le 3 septembre 1995, est une escrimeuse sénégalaise.

## Carrière
Fatou Coly est médaillée de bronze en épée par équipes aux Championnats d'Afrique d'escrime 2019.